# Бернський історичний музей
Історичний музей Берна (фр. Musée d’Histoire de Berne; нім. Bernisches Historisches Museum) — другий за величиною історичний музей Швейцарії. Знаходиться на площі Гельветіаплац (нім. Helvetiaplatz) в Берні.

## Колекції

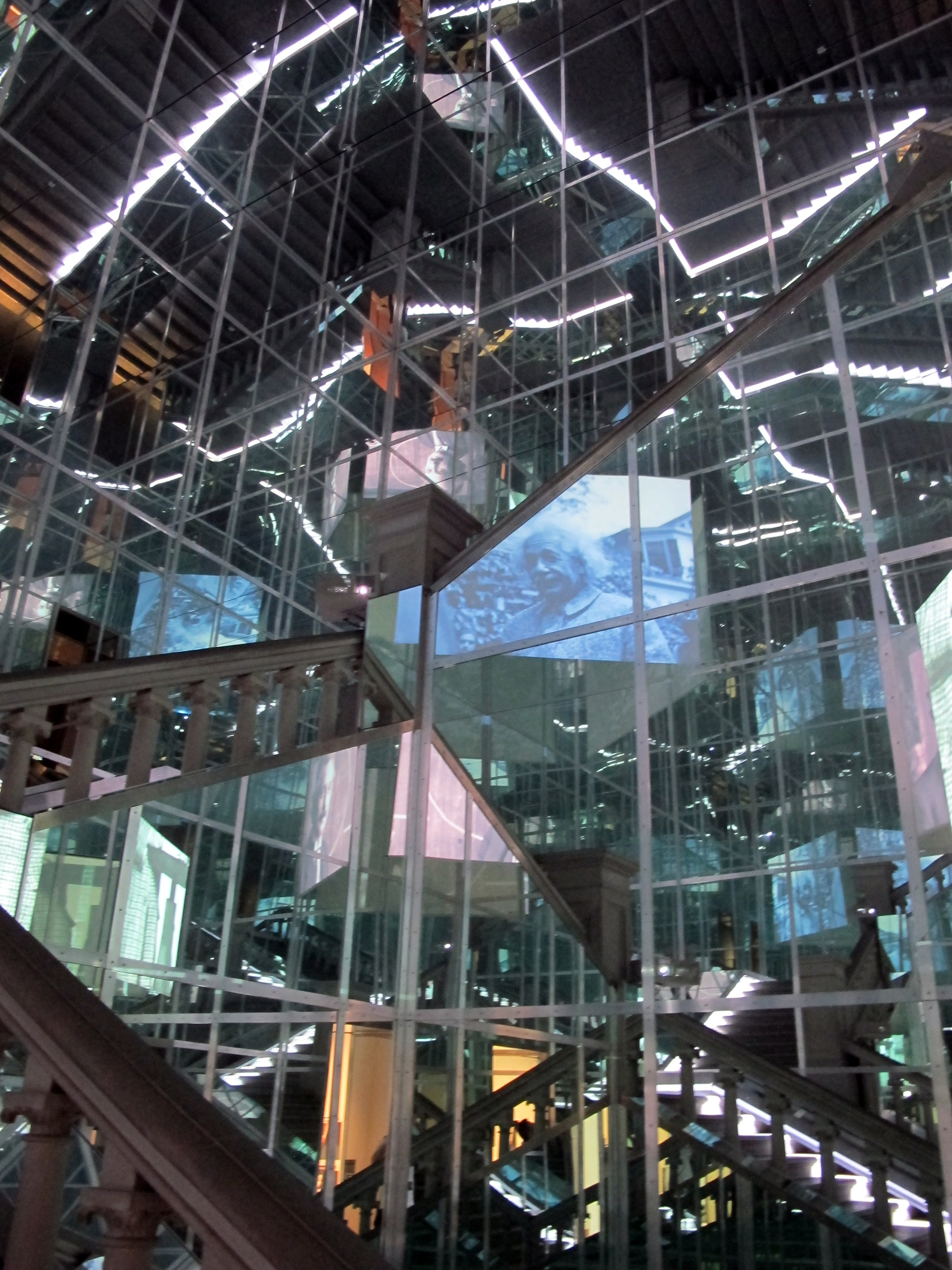
Поверх з Музеєм Ейнштейна

В музеї зібрані колекції, пов'язані з історією і культурою кельтів, Стародавнього Єгипту, Римської імекрії, Берна. Існують постійні виставки щодо Океанії та Азії. Всього в музеї зібрано близько 500 тисяч предметів.

## Музей Ейнштейна
Створений як тимчасова експозиція в 2005 р. Музей Ейнштейна лишився окремим музеєм у складі Бернського історичного музею, присвяченим життю і діяльності Альберта Ейнштейна, який в Берні сформулював теорію відносності. Будинок-музей Альберта Ейнштейна, де колись жив вчений, також відкритий для публіки в Берні.

## Галерея

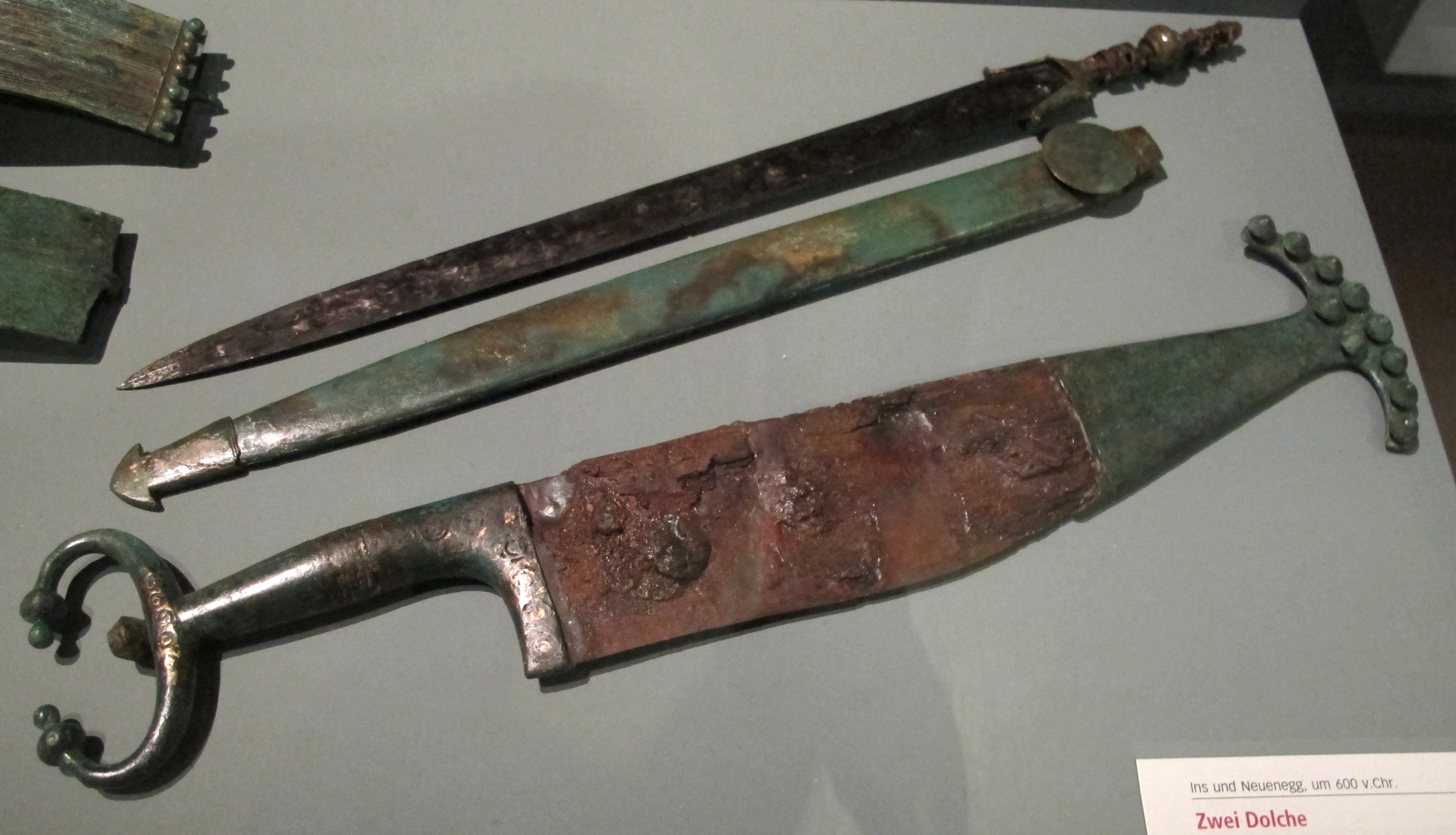
Кинджал з рукояткою, прикрашеною антенами[6], доримська епоха, приблизно 600 р. до н.е.
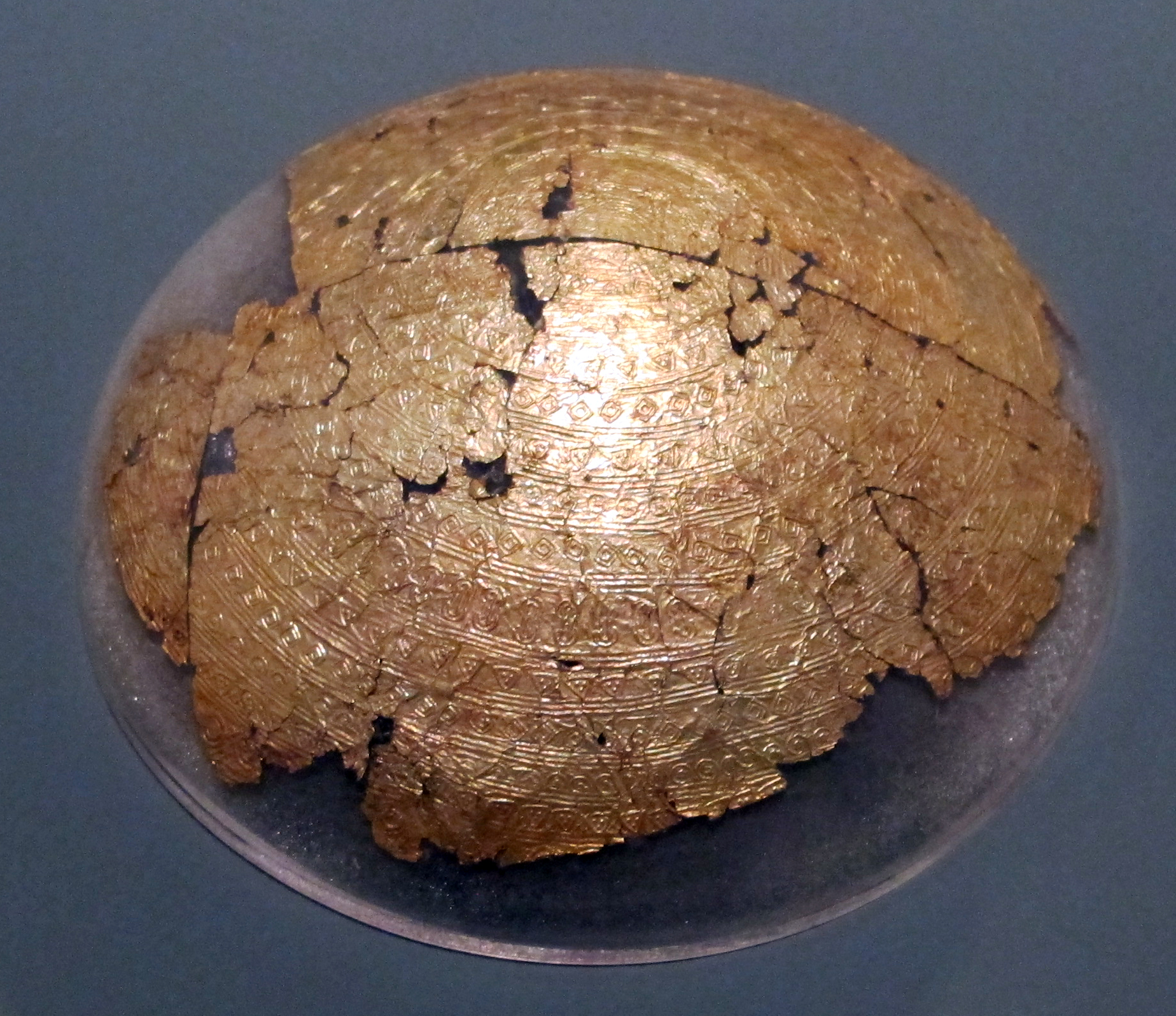
Келих із золота, доримська залізна доба, 550 р. до н.е.